# Signal de Saint-Bonnet
Le signal de Saint-Bonnet, qui culmine à 677 mètres, est situé dans le département du Rhône, sur le territoire de la commune de Montmelas-Saint-Sorlin.

## Accès

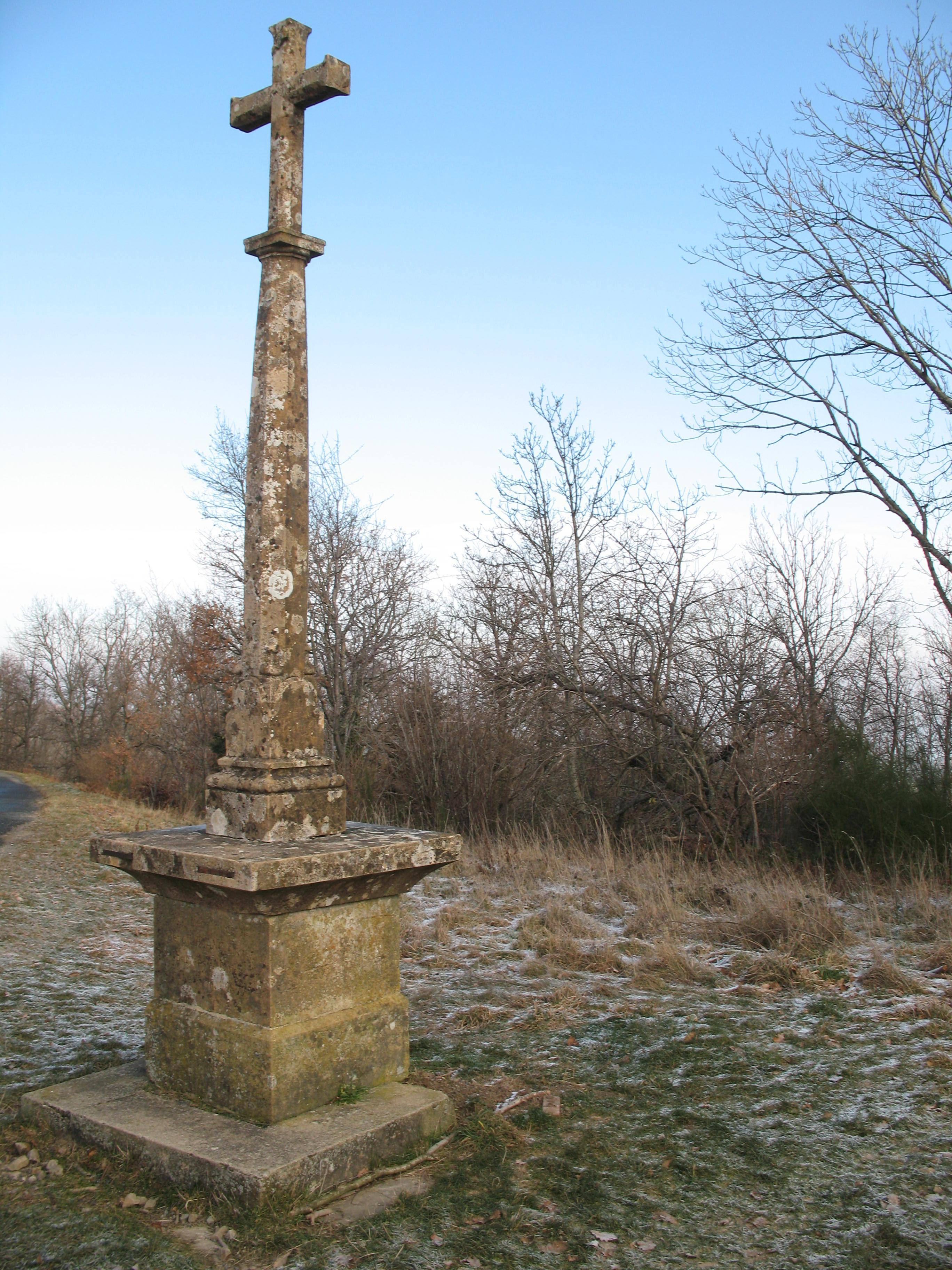
La croix au col de Saint-Bonnet

On accède au signal par le col de Saint-Bonnet (645 mètres), où se dresse une croix. Partant de là, deux chemins sont possibles, l'un qui fait le tour de la colline, l'autre, plus direct, tracé dans le bois.

## Panorama
Le panorama s'étend, au premier plan, sur Montmelas, puis sur le vignoble et les monts du Beaujolais et sur la vallée de la Saône. Vers le sud-ouest, on distingue les monts du Lyonnais et de Tarare.

## Monuments
Au sommet se trouve la chapelle de Saint-Bonnet datant du XIIe siècle, d'architecture romane, remaniée au XVIIe et au XVIIIe siècle. Le clocher carré, massif, repose sur des portiques en plein cintre, intégrés dans la maçonnerie. Le portail latéral est orné par deux chapiteaux. L'abside comporte cinq pans. L'état du monument est assez dégradé. La chapelle est dédiée à saint Bonnet, évêque de Clermont au VIIIe siècle. C'était un lieu de pèlerinage pour guérir de la goutte et des maux de tête. Elle est classée au titre des Monuments historiques.
Au col se trouve une stèle rendant hommage au cycliste Henri Bertrand, ainsi qu'une croix.

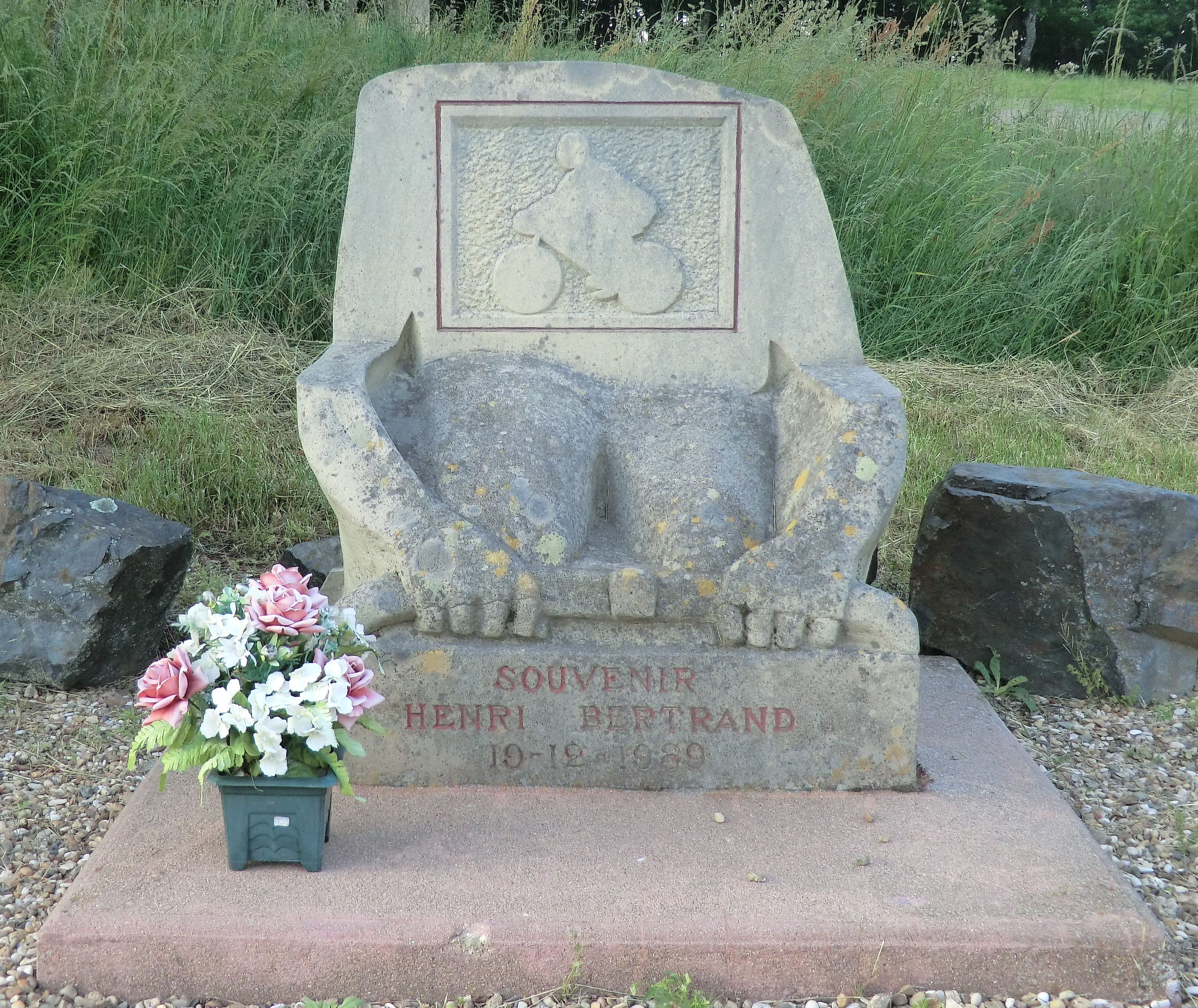
La stèle dédiée à Henri Bertrand.
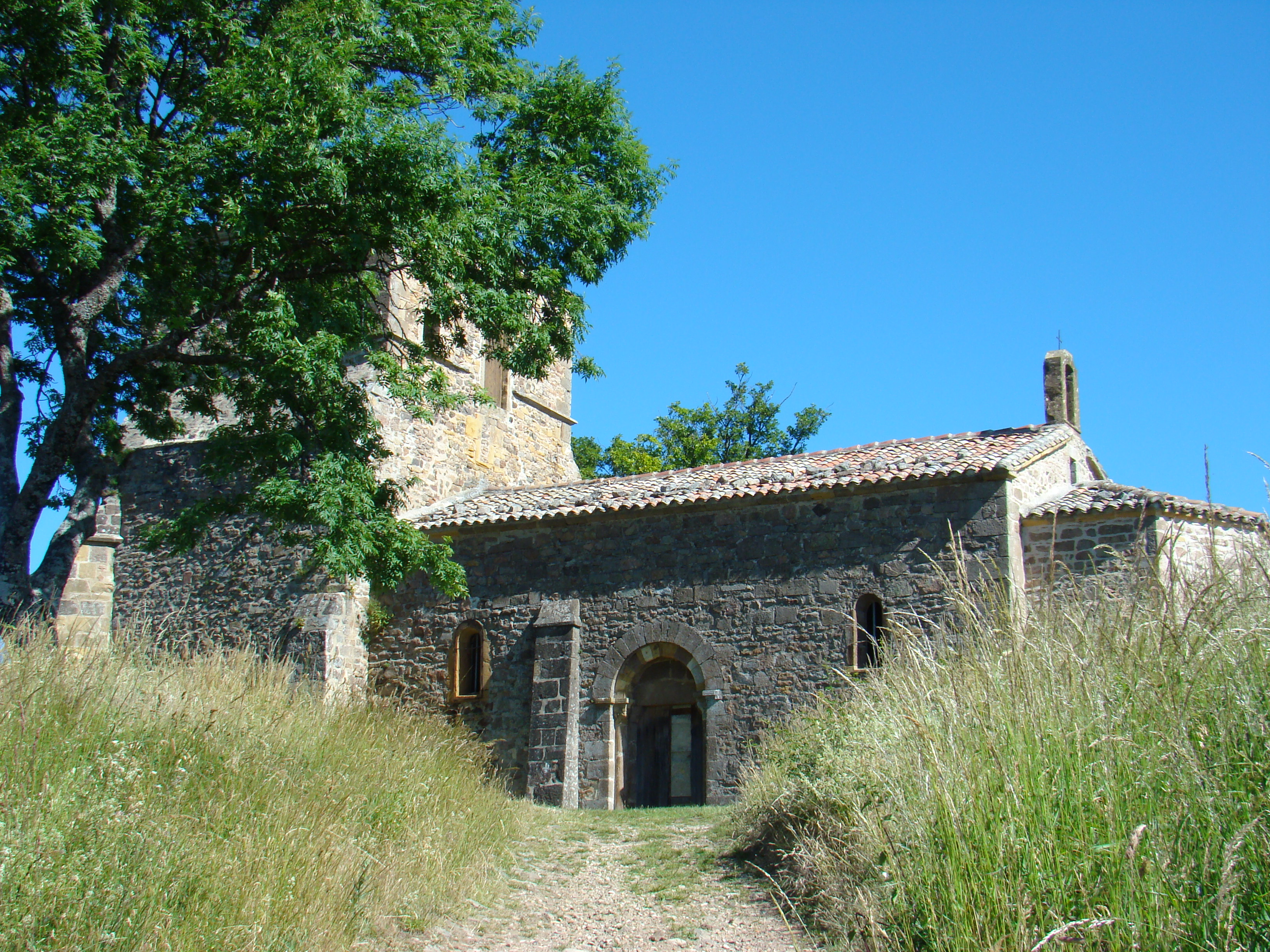
Vue de la chapelle Saint-Bonnet.